# 롬바르디아주
롬바르디아주(이탈리아어: Lombardia)는 이탈리아 북부의 주로 주도는 밀라노이다.
지리상으로 북쪽에는 알프스산맥의 꼭대기와 계곡으로 이루어져 있고, 남쪽은 최대의 곡창 롬바르디아 평원이 펼쳐져 있다.
롬바르디아 주는 민족 대이동 때, 그곳에 침입한 롬바르드족의 이름에서 비롯되었다. 이 주는 12개의 도로 나뉜다 - 밀라노도, 브레시아도, 코모도, 크레모나도, 레코도, 로디도, 만토바도, 몬차도, 브리안차도, 파비아도, 손드리오도과 바레세도.
밀라노는 이탈리아 최대의 상공업, 금융의 중심지이며, 많은 기업들의 본사 소재지이다. 공업이 롬바르디아 주의 가장 큰 비율을 차지하고, 롬바르디아 평원에는 벼농사가 발달하였다. 또한 치즈, 포도주 등을 생산한다.

## 롬바르디아 평원
알프스산맥 남쪽 능선과 아펜니노산맥간의 삼각지대로서 포강과 그 지류에 의해 형성된 이탈리아 최대의 충적평야이다. 이탈리아 제1의 곡창이며, 또 제1의 상공업지대이기도 하다. 포평원·파단 저지라고도 부른다. 북부의 알프스 산록에는 빙하에 의해 생겨진 코모호·마조레호·가르다호 등의 빙하호와 빙하에 의해 옮겨진 퇴적물의 언덕이 즐비하며, 또한 해안에는 사주가 많다.

## 인구통계
| 연도               | 인구       | ±%     |
| ------------------ | ---------- | ------ |
| 1861               | 3,160,000  | —      |
| 1871               | 3,529,000  | +11.7% |
| 1881               | 3,730,000  | +5.7%  |
| 1901               | 4,314,000  | +15.7% |
| 1911               | 4,889,000  | +13.3% |
| 1921               | 5,186,000  | +6.1%  |
| 1931               | 5,596,000  | +7.9%  |
| 1936               | 5,836,000  | +4.3%  |
| 1951               | 6,566,000  | +12.5% |
| 1961               | 7,406,000  | +12.8% |
| 1971               | 8,543,000  | +15.4% |
| 1981               | 8,892,000  | +4.1%  |
| 1991               | 8,856,000  | −0.4%  |
| 2001               | 9,033,000  | +2.0%  |
| 2011               | 9,704,151  | +7.4%  |
| 2019 (est.)        | 10,067,500 | +3.7%  |
| Source: ISTAT 2017 |            |        |

이탈리아 인구의 6분의 1 또는 약 1천만 명이 롬바르디아에 살고 있다. 이것은 이탈리아 인구의 16.2%, 유럽 연합 인구의 2%에 해당한다.
인구는 밀라노 대도시 지역 (2,029명/k㎥)과 바레세, 코모, 레코, 몬차 및 브리안차 및 베르가모 지방의 남쪽 부분을 구성하는 알프스 산기슭 (1,200명/k㎥)에 고도로 집중되어 있다. 낮은 평균 인구 밀도(250명/k㎥)는 포 계곡과 낮은 브레시아 계곡에서 발견된다. 훨씬 낮은 밀도(60명/k㎥ 미만)는 북부 산악 지역과 남부 올트레포 파베세 하위 지역을 특징으로 한다.
지역 인구 성장은 장기간의 경제 호황, 높은 출산율, 강력한 이주 유입(특히 남부 이탈리아) 덕분에 1950~60년대에 특히 지속되었다. 1980년대부터 롬바르디아는 수많은 국제 이민자들의 목적지가 되었으며, 오늘날 이탈리아의 모든 외국 태생 거주자의 4분의 1 이상이 이 지역에 살고 있다. 2016년 기준 이탈리아 국립 통계 연구소(ISTAT)에 따르면 1,139,430명의 외국 태생 이민자가 롬바르디아에 거주하며 이는 전체 인구의 11.4%에 해당한다. 주요 종교는 로마 가톨릭이다. 중요한 종교적 소수자는 기독교 발도파, 개신교와 정교회 뿐만아니라 유대인, 시크교, 이슬람교가 있다.